# Pervomajskoje (ort i Kazakstan)
Pervomajskoje (kazakiska: Pervomayskīy, ryska: Первомайское) är en ort i Kazakstan.   Den ligger i oblystet Almaty, i den sydöstra delen av landet, 1 000 km söder om huvudstaden Astana. Pervomajskoje ligger 670 meter över havet och antalet invånare är 7 874.
Terrängen runt Pervomajskoje är platt. Runt Pervomajskoje är det mycket tätbefolkat, med 2 915 invånare per kvadratkilometer. Närmaste större samhälle är Almaty, 13,0 km söder om Pervomajskoje. Runt Pervomajskoje är det i huvudsak tätbebyggt.